# Michał Leśniak (poseł)
Michał Leśniak – poseł do Sejmu Krajowego Galicji I kadencji (1861–1863), włoscianin z wsi Lubień w powiecie Myślenice.
Wybrany w IV kurii obwodu Wadowice, z okręgu wyborczego nr 73 Myślenice-Jordanów-Maków. Jego wybór unieważniono, został wybrany ponownie w 1863, wybór ponownie unieważniono, na jego miejsce wybrano Józefa Zdunia.